# Sexta Legion
Sexta Legión es un grupo de Heavy metal venezolano, con un estilo poco común en el género.

## Historia
Los inicios de la banda estuvieron marcados cuando a comienzos del 2004 el baterista (Víctor Figueroa) y los guitarristas (Luis Blanco & Ramón Jiménez) deciden rehacer un viejo proyecto, pero con mucha más dedicación y musicalidad.
El nuevo proyecto iba a embarcar canciones mucho más trabajadas, y temas más complejos, por lo que necesitarían un conjunto de integrantes con cierto nivel musical. No fue sino hasta noviembre del mismo año cuando se terminó de formar la banda con la llegada de Andersond en el bajo y la vuelta de Irving en la voz, esto le dio a la banda el último “toque” después de largo tiempo de búsqueda y prueba de otros integrantes.
El nombre de la banda Sexta Legión fue tomado de los tiempos de la antigua Roma, la “Sexta Legión” era un grupo élite de guerreros especialmente entrenados para las batallas más importantes y trascendentales, donde eran conquistados otros imperios. Este concepto impacto a la banda, debido a que representa la energía y el poder que representan sus canciones.
A mediados del 2005 comienzan a grabar su primera maqueta, la cual consto de dos temas y llevó por nombre Dracula, a principios del 2006 graban su segunda producción, con mejor sonido y madurez musical, que llevó por nombre "Comienza la Leyenda", compuesta de cuatro temas. A mediados de ese mismo año entra en escena José Castillo el más reciente integrante, quien se encarga de los teclados. El estilo de esta banda se basa en una mezcla de Heavy Rock con Heavy metal, agregando melodías clásicas y armonías épicas.
En 2010 hacen público el EP “Nuestro Tiempo” que contiene los temas “Hombres de Fe” y “A Minutos del Cielo”. Esta producción es hecha con un nuevo integrante, Manuel Herrera, en la batería y Miguel Pemat como nuevo guitarrista en la alineación, este último con influencias de jazz y metal progresivo.
Actualmente la banda está culminando los trabajos para entrar en estudio y sacar a luz en 2011 lo que será su primer Álbum que incluirá 8 temas. Además de contar con Leonard Stark como nuevo tecladista de la banda.

## Miembros actuales
- Irving Sivanovich - Voz (2004-presente)
- Ramón Jiménez - Guitarra (2004-presente)
- Miguel Pemat - Guitarra (2010-presente)
- Andersond Jiménez - bajo (2004-presente)
- Leonard Stark - Teclados(2011-presente)
- Manuel Herrera - Batería (2008-presente)

## Miembros Previos
- Luis Blanco - Guitarra (2004-2007)
- Víctor Figueroa - Batería (2004-2007)
- Luis Reyes - Batería (2007-2008)
- José Carlos Díaz - Guitarra (2007-2010)
- José Castillo -  Teclados (2006-2011)

## Discografía
- Drácula (Demo) (2005)
- Comienza la Leyenda (Demo) (2006)
- Nuestro Tiempo (Ep) (2010)